# Hamilton de Souza
Hamilton de Souza, más conocido como Careca (Passos, Brasil, 27 de septiembre de 1968), fue un futbolista brasileño, que jugaba como mediocampista y militó en diversos clubes de Brasil, Portugal y Perú.

## Trayectoria
Jugó como mediocampista, más precisamente como interior, pero también rotaba como mediocampista ofensivo. Tenía un cuerpo delgado y se destacó por su experiencia técnica y su oportunismo, al que se le agregó la inclinación a dribbling. 
Debutó en Cruzeiro en el año 1987, jugó ahí hasta el 1990. Al año siguiente fue contratado por el Sporting Lisboa jugando la Copa de Europa. Después de jugar con el Famalicão volvió al Cruzeiro, donde compartió vestuario con un joven Ronaldo, quien recién estaba surgiendo en tierras brasileñas. En 1995 fichó por el Alianza Lima de Perú, donde disputó la Copa Libertadores. Luego de ello, fue fichado por diversos clubes de su país natal hasta recalar al América Mineiro, donde actuó hasta fines del 2000, año de su retiro profesional. 
En julio de 2015, su hijo Hamilton de Souza Jr. firmó un contrato para jugar con el Biu Chun Rangers en la Premier League de Hong Kong 2015-16.

## Selección nacional
Participó con la selección nacional brasileña, en el Torneo de Fútbol de los Juegos Olímpicos de Seúl 1988, donde su país se quedó con la medalla de plata tras perder la final contra la Unión Soviética. Sólo llegó a jugar ocho veces internacional con la selección principal. 

### Participaciones en Juegos Olímpicos
| Olimpiadas               | Sede | Resultado  |
| ------------------------ | ---- | ---------- |
| Juegos Olímpicos de 1988 | Seúl | Subcampeón |

## Clubes
| Equipo             | País     | Año         |
| ------------------ | -------- | ----------- |
| Cruzeiro           | Brasil   | 1987 - 1990 |
| Sporting de Lisboa | Portugal | 1990 - 1992 |
| Famalicão          | Portugal | 1992 - 1993 |
| Cruzeiro           | Brasil   | 1993 - 1994 |
| Ponte Preta        | Brasil   | 1995        |
| Atlético Mineiro   | Brasil   | 1995 - 1996 |
| Alianza Lima       | Perú     | 1996        |
| Coritiba           | Brasil   | 1997        |
| Democrata G-V      | Brasil   | 1998        |
| Vila Nova          | Brasil   | 1998        |
| América Mineiro    | Brasil   | 1999 - 2000 |

## Títulos

### Torneos internacionales
| Título        | Club                       | Sede | Año  |
| Plata en JJOO | Selección sub-23 de Brasil | Seúl | 1988 |